# Ulrich Lilie

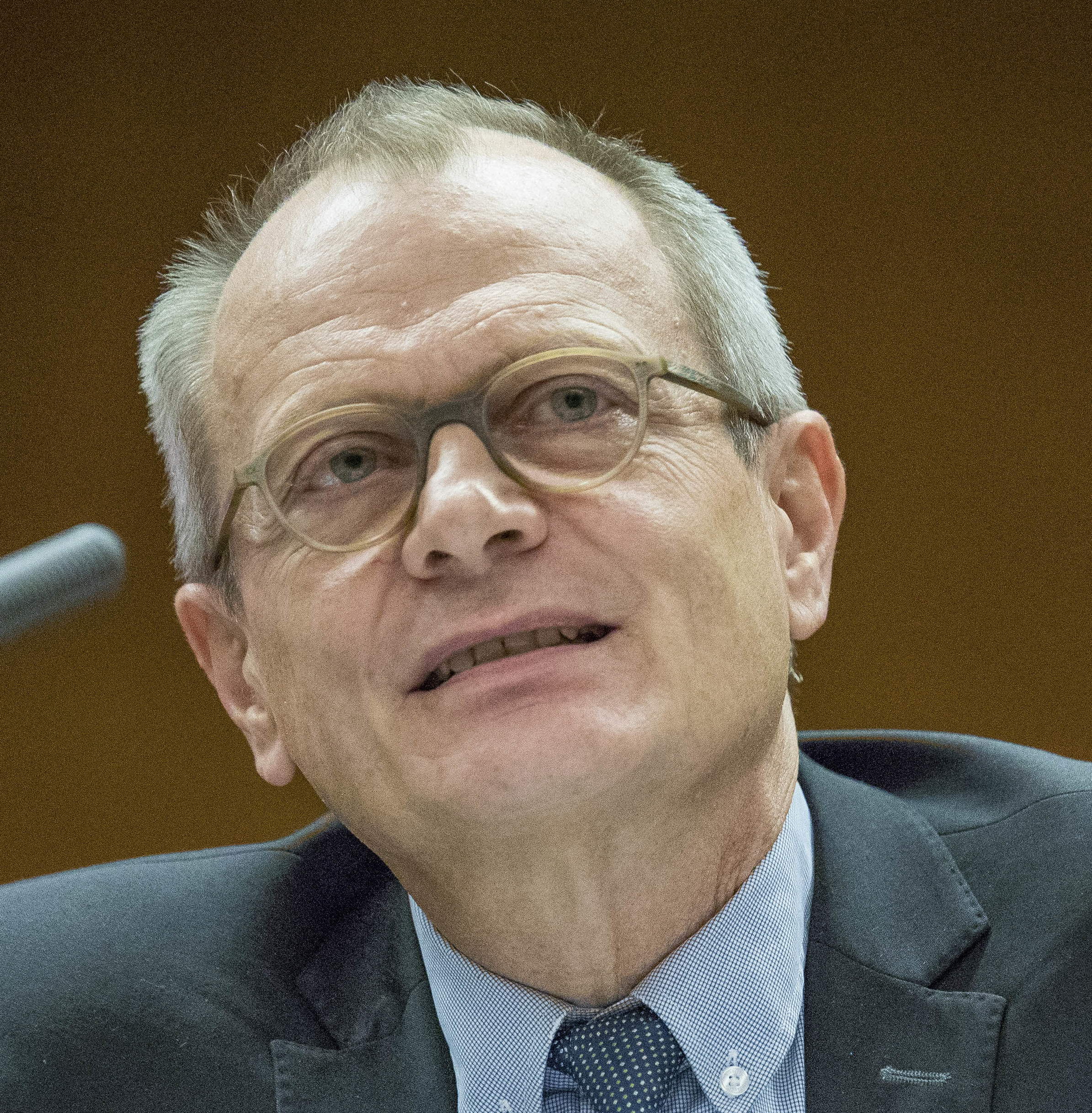
Ulrich Lilie, 2018

Ulrich Lilie (* 24. Juni 1957 in Rhumspringe, Niedersachsen) ist ein deutscher evangelischer Theologe. Er war von 2014 bis 2023 Präsident der Diakonie Deutschland sowie ab 2020 stellvertretender Vorstandsvorsitzender des Evangelischen Werkes für Diakonie und Entwicklung.

## Leben
Ulrich Lilie bestand im Jahre 1977 das Abitur am Geschwister-Scholl-Gymnasium in Düsseldorf und studierte – als Stipendiat des Evangelischen Studienwerks Villigst – evangelische Theologie an den Universitäten Bonn, Göttingen und Hamburg. 1981 bis 1982 absolvierte er ein Sozialsemester in der evangelischen Kirchengemeinde Bottrop-Altstadt bei Michael Schibilsky. Nach bestandener Erster Theologischen Prüfung war er Vikar in der Kirchengemeinde Essen-Bergeborbeck/Vogelheim und wurde nach bestandenem Zweiten Theologischen Examen 1989 in der Evangelischen Kirche in Karlsbrunn an der Saar zum Pfarrer ordiniert.
Im Jahre 1990 nahm Lilie seinen Dienst als Pastor im Sonderdienst am Evangelischen Krankenhaus in Düsseldorf auf und übernahm dann 1994 eine Pfarrstelle an der Düsseldorfer Friedenskirche mit dem Zusatzauftrag der Leitung und Seelsorge am Hospiz am Evangelischen Krankenhaus. Von 2007 bis 2011 hatte er als Stadtsuperintendent die Leitung des Kirchenkreises Düsseldorf inne und übernahm 2011 die Aufgaben eines Theologischen Vorstandes der Graf-Recke-Stiftung in der nordrhein-westfälischen Landeshauptstadt, einer der ältesten diakonischen Einrichtungen Deutschlands, mit damals rund 1.500 Mitarbeitenden.
Während seines beruflichen Wirkens nahm Lilie neben- und ehrenamtliche Aufgaben wahr wie als Mitglied der Landessynode der Evangelischen Kirche im Rheinland (EKIR) und als Vorstandsmitglied des Evangelischen Krankenhausverbandes Rheinland-Westfalen-Lippe (1996 bis 2011), als Mitglied des Kuratoriums und Mitglied des Fachausschusses der Diakonie in Düsseldorf (seit 1996), als Mitglied des Innerkirchlichen Ausschusses der EKIR (seit 2008) und als Mitglied des Präsidiums des Aufsichtsrates des Klinikverbandes „Evangelische Kliniken Niederrhein“ (seit 2012).
Im Dezember 2013 wurde Lilie vom Aufsichtsrat des Evangelischen Werkes für Diakonie und Entwicklung (EWDE) in Berlin zum Präsidenten für den Bereich der Diakonie Deutschland berufen und im März 2014 von der Konferenz Diakonie und Entwicklung bestätigt. Er folgte Johannes Stockmeier, der im Mai 2014 in den Ruhestand trat. Lilie wurde am 3. September 2014 durch den stellvertretenden Ratsvorsitzenden der Evangelischen Kirche in Deutschland (EKD), dem sächsischen Landesbischof Jochen Bohl, offiziell in sein Amt eingeführt, das er bereits seit Juli 2014 wahrgenommen hat. Von 2017 bis 2019 war Lilie zugleich Vorstandsvorsitzender des Evangelischen Werkes für Diakonie und Entwicklung (EWDE) und von 2021 bis 2022 Präsident der Bundesarbeitsgemeinschaft der freien Wohlfahrtspflege (BAGFW). Im Dezember 2023 wurde er entpflichtet und in den Ruhestand verabschiedet. Ihm folgte Rüdiger Schuch nach. Seit 2022 ist er im Aufsichtsrat der Digital Urban Center for Aging and Health eG (DUCAH), einem Forschungszentrum mit Schwerpunkt auf den Menschen in den Bereichen Pflege-, Gesundheits- und Sozialwirtschaft sowie ein Lernort im Gesundheitswesen.
Ulrich Lilie ist mit der Pfarrerin Kirsten Lilie verheiratet und hat vier Kinder. Er lebt in Berlin.

## Positionen
Während der COVID-19-Pandemie warb Lilie für die Impfpflicht mit einem SARS-CoV-2-Impfstoff: „Eine allgemeine Impfpflicht zum Schutz der Verletzlichsten in unserer Gesellschaft ist nun der richtige Weg. (...) Ich unterstütze hier ausdrücklich die Ratsvorsitzende der Evangelischen Kirche in Deutschland, Präses Kurschus.“